# Jan Vondra
Jan Vondra (* 24. dubna 1988) je český vodní slalomář, kajakář závodící v kategorii K1.

## Sportovní kariéra
Sportu se věnuje od svých 6 let. Od 11 let začal sbírat medaile v žákovských kategoriích. V 16 letech si vybojoval místo v juniorské reprezentaci. V roce 2006 vyhrál mistrovství Evropy v Nottinghamu. V 18 letech se stal členem reprezentace do 23 let. V roce 2011 vybojoval zlato na evropském šampionátu v Banja Luce v kategorii hlídek. Od roku 2011 se účastní světových pohárů, kde dosáhl na 2. místo ve Francii v Pau 2012. V roce 2013 se účastnil mistrovství světa v Praze, kde obsadil 15. místo v závodě jednotlivců a 4. místo v hlídkách.

## Výsledky
- 2. místo 3×K1M ME jun. 2005 Krakov, Polsko
- 2. místo 3×K1M MS jun. 2006 Solkan, Slovinsko
- 5. místo K1M MS jun. 2006 Solkan, Slovinsko
- 1. místo K1M ME jun. 2006 Nottingham, Spojené království
- 1. místo K1M český pohár Praha 2008
- 2. místo K1M český pohár Lipno 2009
- 1. místo 3×K1M ME do 23 let, 2011 Banja Luka, Bosna a Hercegovina
- 2. místo K1M světový pohár, 2012 Pau, Francie
- 15. místo MS Praha, 2013